# Trofeo Playa de Palma-Palma 2018
La 27.ª edición de la clásica ciclista Trofeo Playa de Palma-Palma fue una carrera en España que se celebró el 28 de enero de 2018 sobre un recorrido de 159,6 km en la isla baleares de Mallorca. La carrera hizo parte del cuarto trofeo de la Challenge Ciclista a Mallorca 2018.
La carrera hizo parte del UCI Europe Tour 2018, dentro de la categoría UCI 1.1
La carrera fue ganada por el corredor alemán John Degenkolb del equipo Trek-Segafredo, en segundo lugar Erik Baška (Bora-Hansgrohe) y en tercer lugar Coen Vermeltfoort (Roompot-Nederlandse Loterij).

## Equipos participantes
Tomaron parte en la carrera 18 equipos: 5 de categoría UCI WorldTeam; 8 de categoría Profesional Continental; 4 de categoría Continental; y la selección nacional de España. Formando así un pelotón de 127 ciclistas de los que acabaron 109. Los equipos participantes fueron:
| WorldTeams (5)- Movistar Team - Sky - Bora-Hansgrohe - Lotto Soudal - Trek-Segafredo Equipos continentales profesionales (8)- Caja Rural-Seguros RGA - Burgos-BH - Fortuneo-Samsic - Sport Vlaanderen-Baloise - Euskadi Basque Country-Murias - Israel Cycling Academy - Roompot-Nederlandse Loterij - WB-Aqua Protect-Veranclassic Equipos continentales (4)- Biesse Carrera Gavardo - Fundación Euskadi - Pannon - Team Sauerland NRW p/b SKS GERMANY Equipo nacional- España |
| |

## Clasificación final
- Las clasificaciones finalizaron de la siguiente forma:[3]

| \| Clasificación general \| Clasificación general \| Clasificación general \| Clasificación general \| Clasificación general \| \| Ciclista \| Ciclista \| Equipo \| Tiempo \| \| \| --------------------- \| --------------------- \| --------------------------- \| --------------------- \| --------------------- \| \| 1.º \| John Degenkolb \| Trek-Segafredo \| 3 h 47 min 29 s \| \| \| 2.º \| Erik Baška \| Bora-Hansgrohe \| + 0 s \| \| \| 3.º \| Coen Vermeltfoort \| Roompot-Nederlandse Loterij \| + 0 s \| \| \| 4.º \| Enrique Sanz \| Euskadi-Murias \| + 0 s \| \| \| 5.º \| Carlos Barbero \| Movistar Team \| + 0 s \| \| \| 6.º \| Albert Torres Barceló \| España \| + 0 s \| \| \| 7.º \| Jordi Warlop \| Sport Vlaanderen-Baloise \| + 0 s \| \| \| 8.º \| José Joaquín Rojas \| Movistar Team \| + 0 s \| \| \| 9.º \| Leonardo Basso \| Team Sky \| + 0 s \| \| \| 10.º \| Xavier Cañellas \| España \| + 0 s \| \| |                       |                             |                 |
| |                       |                             |                 |
| Fuente: ProCyclingStats |                       |                             |                 |
| Clasificación general |                       |                             |                 |
| Ciclista | Ciclista              | Equipo                      | Tiempo          |
| 1.º | John Degenkolb        | Trek-Segafredo              | 3 h 47 min 29 s |
| 2.º | Erik Baška            | Bora-Hansgrohe              | + 0 s           |
| 3.º | Coen Vermeltfoort     | Roompot-Nederlandse Loterij | + 0 s           |
| 4.º | Enrique Sanz          | Euskadi-Murias              | + 0 s           |
| 5.º | Carlos Barbero        | Movistar Team               | + 0 s           |
| 6.º | Albert Torres Barceló | España                      | + 0 s           |
| 7.º | Jordi Warlop          | Sport Vlaanderen-Baloise    | + 0 s           |
| 8.º | José Joaquín Rojas    | Movistar Team               | + 0 s           |
| 9.º | Leonardo Basso        | Team Sky                    | + 0 s           |
| 10.º | Xavier Cañellas       | España                      | + 0 s           |

## UCI World Ranking
El Trofeo Playa de Palma-Palma otorga puntos para el UCI Europe Tour 2018 y el UCI World Ranking, este último para corredores de los equipos en las categorías UCI WorldTeam, Profesional Continental y Equipos Continentales. Las siguientes tablas muestran el baremo de puntuación y los 10 corredores que obtuvieron más puntos:
| Posición   | 1º  | 2º | 3º | 4º | 5º | 6º | 7º | 8º | 9º | 10º | 11º | 12º | 13º-15º | 16º-25ª |
| Puntuación | 125 | 85 | 70 | 60 | 50 | 40 | 35 | 30 | 25 | 20  | 15  | 10  | 5       | 3       |

| 1.º  | John Degenkolb     | Trek-Segafredo                | 125 |
| 2.º  | Erik Baška         | Bora-Hansgrohe                | 85  |
| 3.º  | Coen Vermeltfoort  | Roompot-Nederlandse Loterij   | 70  |
| 4.º  | Enrique Sanz       | Euskadi Basque Country-Murias | 60  |
| 5.º  | Carlos Barbero     | Movistar                      | 50  |
| 6.º  | Albert Torres      | España                        | 40  |
| 7.º  | Jordi Warlop       | Sport Vlaanderen-Baloise      | 35  |
| 8.º  | José Joaquín Rojas | Movistar                      | 30  |
| 9.º  | Leonardo Basso     | Sky                           | 25  |
| 10.º | Xavier Cañellas    | España                        | 20  |